# التضامن الجامعي المغربي
تم تأسيس جمعية التضامن الجامعي المغربي سنة 1933م من قبل المدرسين الفرنسيين العاملين بالمغرب، كامتداد للمنظمة المركزية القائمة بفرنسا: Federation des autonomes de Solidarité. وبحلول الاستقلال بادر المدرسون المغاربة إلى تأسيس منظمة التضامن الجامعي المغربي، وإن كان ذلك في الحقيقة سوى مغربة المنظمة بتسليم شؤون إدارتها وتسييرها إلى أيادي مغربية.
والتضامن الجامعي المغربي منظمة غير حكومية مستقلة عن جميع الهيآت السياسية والعقائدية، التي من حق أعضاء هيأة التعليم الانتماء إليها بصفتهم الفردية.

## الأهـداف
تستمد المنظمة روحها من فكرة التضامن، تضامن أعضاء أسرة التعليم بما يلحم صفوفها ويجعلها أكثر فاعلية وقوة حتى تنهض برسالتها التربوية النبيلة، ولأجل هذه الغاية فإن  التضامن الجامعي المغربي يسعى إلى ما يلي:
- المساهمة في إشاعة الثقافة الحقوقية والقانونية والإدارية في الوسط التعليمي.
- إمداد المنخرطين من أعضاء الهيأة التعليمية بكل النصائح والإرشادات اللازمة لتلافي كل ما من شأنه أن يوقعهم في مشاكل تمس بمصالحهم المعنوية بصفة عامة.
- العمل على رفع مستوى أعضاء الهيأة التعليمية المنخرطين، ثقافيا ومهنيا.
- الدفاع عن المنخرطين ومؤازرتهم أمام الهيآت المختصة.
- القيام بأنشطة اجتماعية لصالح المنخرطين.

يستفيد المنخرطون من الدعم المعنوي والقضائي، بفضل محامو المنظمة دون أداء أية أتعاب، حيث تتوفر المنظمة على شبكة من المحامين الأكفاء عبر كل التراب الوطني للمملكة المغربية.

## وصلات خارجية
- الموقع الرسمي للتضامن الجامعي المغربي